# ADC-Airlines-Flug 086
Der ADC-Airlines-Flug 086 (Flugnummer Z7086 (IATA) oder ADK086 (ICAO)) war ein Inlandsflug der nigerianischen Fluggesellschaft ADC Airlines von Port Harcourt nach Lagos. Am 7. November 1996 ereignete sich auf diesem Flug der Flugunfall einer Boeing 727-231 mit dem Luftfahrzeugkennzeichen 5N-BBG, bei dem alle 144 Menschen an Bord getötet wurden.

## Flugzeug und Insassen
Bei dem verunglückten Flugzeug handelte es sich um eine Boeing 727-231, die zum Zeitpunkt des Unfalls 27 Jahre und 4 Monate alt war. Die Maschine wurde im Werk von Boeing auf dem Boeing Field im Bundesstaat Washington montiert und absolvierte am 29. April 1969 ihren Erstflug, ehe sie am 15. Mai 1969 neu an die Trans World Airlines ausgeliefert wurde. Das Flugzeug trug die Werksnummer 20054, es handelte sich um die 718. Boeing 727 aus laufender Produktion. Die Maschine wurde mit dem Luftfahrzeugkennzeichen N64321 zugelassen. Am 6. Juli 1995 wurde die Maschine an die ADC Airlines verkauft, bei der sie ihr letztes Kennzeichen 5N-BBG erhielt. Das dreistrahlige Schmalrumpfflugzeug war mit drei Triebwerken des Typs Pratt & Whitney JT8D-9A ausgestattet.

## Unfallhergang
Der an diesem Tag mit einer Boeing 727-200 durchgeführte Flug 086 der ADC Airlines führte vom Flughafen Port Harcourt zum Flughafen Lagos. Die Maschine befand sich im Anflug auf Lagos und flog auf einer Flughöhe von 24.000 Fuß (ca. 7300 Meter). Zur gleichen Zeit flog ein Flugzeug der Triax Airlines, das den Flug 185 von Lagos nach Enugu durchführte, auf einer Höhe von 16.000 Fuß (ca. 4880 Meter). Der diensthabende Fluglotse bei der Flugsicherung in Lagos gab den Piloten der ADC Airlines die Freigabe zum Sinkflug. Irrtümlich glaubte er, dass er ihnen zuvor bereits die Freigabe zum Sinkflug auf 10.000 Fuß (ca. 3000 Meter) erteilt hätte und dass sich die Maschine bereits auf einer Flugfläche unterhalb des Flugzeuges der Triax befände. Während die Piloten die Maschine absinken ließen, aktivierte sich plötzlich das Traffic Alert and Collision Avoidance System der Boeing. Die Piloten führten daraufhin ein abruptes Ausweichmanöver durch. Dabei brachten sie die Maschine in eine übersteuernde Rollbewegung, aus der sie nicht mehr abzufangen war. Die Piloten verloren die Kontrolle über die Maschine. Innerhalb von sechzehn Sekunden nahm die Maschine einen exzessiven Rollwinkel ein, geriet schließlich in Rückenlage und stürzte nahezu mit Schallgeschwindigkeit zu Boden. Die Maschine zerschellte um 17:05 Uhr beim Aufprall nahe Imota (Ejirin), wobei alle 144 Personen an Bord ums Leben kamen.

## Ursache
Die Verantwortung für den Unfall wurde in erster Linie dem diensthabenden Fluglotsen in Lagos gegeben, der nicht mit der erforderlichen Sorgfalt die Flüge ADK 086 und IDX 185 voneinander getrennt hatte. Ferner hätte das Übersteuern des verantwortlichen Piloten der Boeing 727 zu der Kollision beigetragen.